# گراهام تامپسون
گراهام تامپسون (به انگلیسی: Grahame Thompson) نویسنده و پدیدآور و استاد اقتصاد سیاسی در بخش سیاست دانشگاه آزاد انگلستان است. آثاری در رابطه با جهانی شدن اقتصاد دارد.

## آموزش و حرفه
تامپسون در دانشگاه بیرمنگام تحصیل کرد و در آنجا کارشناسی هنر و کارشناسی ارشد رشته اقتصاد دریافت کرد. او همچنین دارای دکتری از دانشگاه لستر است.
تامپسون به عنوان اقتصاددان آموزش دید. نخست توسط بخش اقتصاد دانشگاه آزاد انگلستان استخدام شد. در سال ۲۰۰۰ به بخش دولت و سیاست منتقل شد که بعدها به پولیس تبدیل شد. او از سال ۲۰۰۱ تا ۲۰۰۳ و برای سال ۲۰۰۷ رئیس بخش بود.
برجسته‌ترین کار او دربارهٔ جهانی شدن است. در کتاب خود جهانی شدن در پرسش: اقتصاد بین‌المللی و امکانات حکومتی، ابتدا با پل هرست نوشته شد و، در نسخه جدید ۲۰۰۹ با سایمون بروملی، او در مورد جهانی شدن به عنوان چیزی که اساساً جدید است، موضعی اساساً شکاکانه دارد.

## مقالات
- سرنوشت مهندسی سرزمینی: مکانیسم‌های قدرت سرزمینی و اشکال پسا لیبرال حکومت‌داری بین‌المللی، سیاست بین‌المللی، جلد ۴۴، (۲۰۰۷).
- کاوش در همسانی و تفاوت: بنیادگرایی‌ها و آینده جهانی شدن، جهانی شدن‌ها، جلد ۳، شماره ۴، (۲۰۰۶)
- بنیادگرایی‌های دینی، سرزمین‌ها و جهانی‌شدن، اقتصاد و جامعه، جلد ۳۶، شماره ۱، (۲۰۰۷)